# Američka kontinentska razvodnica
Američka kontinentska razvodnica, Velika razvodnica (eng.  Continental Divide of the Americas, Continental Gulf of Division, the Great Divide, Continental Divide, špa. Divisoria continental de América, divisoria Continental, Gran Divisoria) je velika razvodnica koja se pruža od krajnjega sjeverozapada do krajnjega juga američkog kontinenta.
Ova razvodnica većinom je planinska. Proteže se od Beringova prolaza do Magellanova prolaza. Dijeli slijevove koji se slijeva ju u Tihi ocean od (1) onih riječnih sustava koji se slijevaju u Atlantski ocean, uključujući i one koji se slijevaju u Meksički zaljev i Karipsko more, te (2) najsjevernije dosege razvodnice, gdje se riječni sustavi slijevaju u Arktički ocean.
Na američkom je kontinentu mnogo razvodnica. Velika razvodnica je daleko najveća i najpoznatija, jer ta crta ide visokim vrhovima duž glavnih planinskih lanaca Stjenjaka i Anda, na znatno većoj nadmorskoj visini od svih ostalih razvodnica.

## Vanjske poveznice
- A detailed map of watersheds in North America
- A detailed overview of isolated wetlands from the USFWS  Arhivirana inačica izvorne stranice od 15. svibnja 2006. (Wayback Machine)
- Detailed article, maps, and boundary data from The National Atlas of the United States
- Parting of the Waters: a creek that flows to two oceans  Arhivirana inačica izvorne stranice od 5. travnja 2015. (Wayback Machine)